# Paraleptomys rufilatus
Paraleptomys rufilatus је врста глодара из породице мишева (лат. Muridae).

## Распрострањење
Врста има станиште у Индонезији и Папуи Новој Гвинеји.

## Станиште
Врста Paraleptomys rufilatus има станиште на копну.

## Угроженост
Ова врста се сматра угроженом.

### Популациони тренд
Популациони тренд је за ову врсту непознат.